# Batalla de Déols
La batalla de Déols va ser una batalla de l'antiga Roma esdevinguda a la Gàl·lia en el segle v, possiblement el 469(o potser el 470 o el 471).
Els bretons (no se sap si d'Armòrica o de l'actual Gran Bretanya) i el seu rei Riothamus, aliat de l'Imperi Romà d'Occident i amic de Sidoni Apol·linar amb 12.000 homes (segons el testimoniatge de Jordanes) es van enfrontar als visigots d'Euric després de la crida de l'emperador Procopi Antemi per defensar Aquitània.
No obstant això, els bretons van ser derrotats a Déols (a la rodalia de Châteauroux) sense ser capaços de connectar amb els seus federats, els francs de Khilderic I i el comte Pau, successor amb Afrani Siagri del general Egidi. Pau i els francs van poder mantenir Tours i Bourges.